# Lijst van Belgische banken
Dit is een niet limitatieve lijst van Belgische banken van vroeger en nu.

## A
- ABK Bank (thans Bank de Kremer)

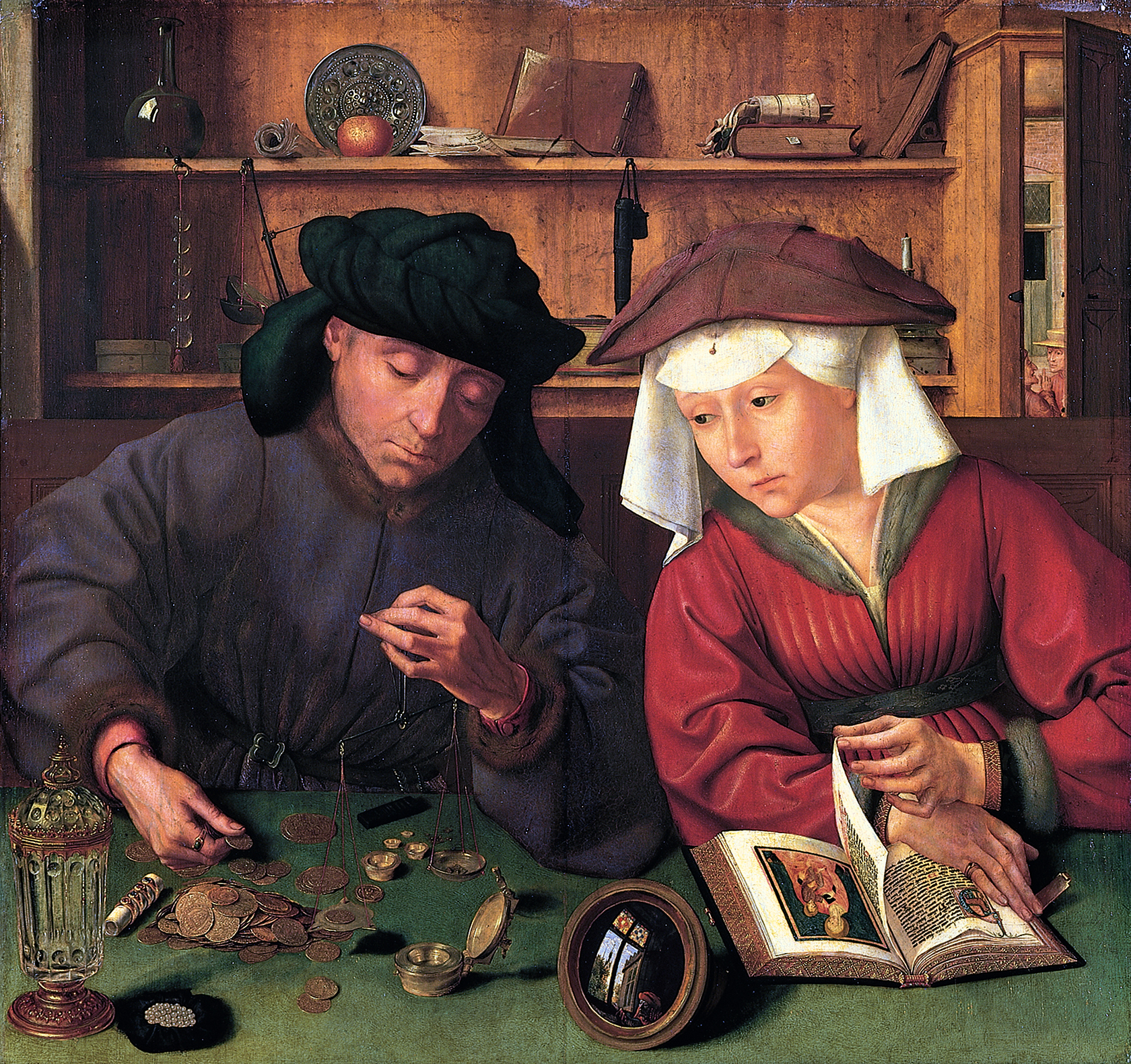
De geldwisselaar en zijn vrouw van de Zuid-Nederlandse schilder Quentin Matsys

- AION (voorheen Banca Monti Paschi Belgio)
- Anhyp (overgenomen door AXA Bank)
- Antwerpse Diamantbank (overgenomen door KBC)
- Argenta Groep
- Algemene Spaar- en Lijfrentekas (ASLK) (gefuseerd tot Fortis, daarna overgenomen: BNP Paribas Fortis)
- AXA Bank

## B
- Bacob (overgenomen door Dexia)
- BMPB (thans AION)
- Bank Brussel Lambert (overgenomen door ING)
- Bank Degroof Petercam
- Bank de Kremer
- Bank Delen
- Bank De Maertelaere
- Bank Du Jardin
- Bank J. Van Breda en Co
- Bank Lambert (daarna Bank Brussel Lambert, thans ING)
- Bank van de Post (thans bpost bank)
- Bank van Brabant (eerst BKCP Bank, thans Beobank)
- Bank van de Arbeid
- Bank van Roeselare
- Bank van Roeselare-Tielt
- Banque Eni
- Belfius
- Beobank
- Berg van barmhartigheid
- Beroepskrediet (thans Beobank)
- BinckBank (overgenomen door de Deense Saxo Bank)
- BKCP Bank (thans Beobank)
- BNP Paribas Fortis
- bpost bank (voorheen Bank van de Post, overgenomen door BNP Paribas Fortis)
- Buy Way
- Byblos Bank Europe

## C
- Caisse de Dépôts et du Crédit des Classes Moyennes (eerst BKCP Bank, thans Beobank)
- CBC Banque
- Centea (thans Crelan)
- CERA Bank (thans KBC Bank)
- Cetelem
- Citibank (thans Beobank)
- CKV Bank
- CP Banque (eerst BKCP Bank, thans Beobank)
- CPH Banque
- Crelan

## D
- Delen Private Bank
- Deutsche Bank
- DHB Bank
- Dierickx, Leys & Cie Effectenbank

## E
- Elantis Direct
- Ethias Bank
- Euroclear Bank
- Europabank
- Evi (voormalig online spaar- en beleggingsaanbod van F. van Lanschot Bankiers, nu geïntegreerd in 'van Lanschot')

## F
- Famibank (thans Beobank)
- Federale Kas voor het Beroepskrediet (Kortrijk) (eerst BKCP Bank, thans Beobank)
- Fintro
- Fortis (thans BNP Paribas Fortis))

## G
- Generale Bank
- Gemeentekrediet
- Goffin Bank (thans CKV Bank)

## H
- Hello Bank (mobiel merk van BNP Paribas Fortis)
- Hypotheek- en Spaarmaatschappij van Antwerpen (eerst Centea, thans Crelan)

## I
- ING
- Ippa (thans AXA Bank)

## K
- KBC Groep
- Keytrade Bank
- Kredietbank (thans KBC)

## L
- Landbouwkrediet (thans Crelan)

## N
- NewB (thans vdk bank)
- NMKN (thans Fintro)

## O
- OBK-Bank (eerst BKCP, thans Beobank)
- Oost-Vlaams Beroepskrediet (Zele) (eerst BKCP Bank, thans Beobank)
- Optima Bank

## P
- Petercam Bank
- Puilaetco Dewaay Private Bankers

## R
- Record Bank (thans ING)
- Royal Park Investments

## S
- SEFB (eerst Record Bank, thans ING)
- Spaarkrediet (eerst Centea, thans Crelan)

## T
- Triodos Bank

## V
- Van de Put & Co Effectenbank
- Van Lanschot Bankiers
- vdk bank (voorheen VDK Spaarbank)

## W
- West-Vlaams Beroepskrediet (Brugge) (eerst BKCP Bank, thans Beobank)